# Серединное
Середи́нное — село в Ромненском районе Амурской области, Россия. Входит в Каховский сельсовет.

## География
Село Серединное расположено к северу от районного центра Ромненского района села Ромны.
Дорога к селу Серединное идёт через административный центр Каховского сельсовета село Каховка.
Расстояние до Каховки — 9 км, расстояние до села Ромны — 19 км.

## Население
| 2002 | 2010 | 2012 | 2013 | 2014 | 2015 | 2016 |
| ---- | ---- | ---- | ---- | ---- | ---- | ---- |
| 35   | ↘27  | →27  | ↘20  | ↘19  | ↗20  | ↘19  |
| 2017 | 2018 |      |      |      |      |      |
| ↘18  | ↗19  |      |      |      |      |      |

По данным переписи 1926 года по Дальневосточному краю, в населённом пункте числилось 15 хозяйств и 81 житель (42 мужчины и 39 женщин), из которых преобладающая национальность — украинцы (11 хозяйств).